# 24 uur van Le Mans
De 24 uur van Le Mans is een jaarlijkse autorace op het Circuit de la Sarthe in Le Mans (Frankrijk). Per auto is er een coureursteam dat in 24 uur tijd zo veel mogelijk ronden rijdt. De race bestaat sinds 1923 en vindt meestal plaats in juni.
De 24 uur van Le Mans is een van de oudste en grootste autoraces ter wereld voor sportwagens. Het is, samen met de Grand Prix van Monaco en de Indianapolis 500, een van de beroemdste races van het jaar. Er komen zo’n 260.000 toeschouwers op af, er zijn 2500 journalisten aanwezig en bijna 200 miljoen mensen volgen de race op tv.
Het circuit ligt in het departement Sarthe aan de gelijknamige rivier en loopt kloksgewijs (rechtsom), deels over openbare wegen. Sinds 2018 is het circuit 13,626 kilometer lang en legt de winnende auto ruim 5000 kilometer af. Daarmee is een topsnelheid van 350 km/h en een gemiddelde snelheid van 220 km/h gemoeid.

## Geschiedenis

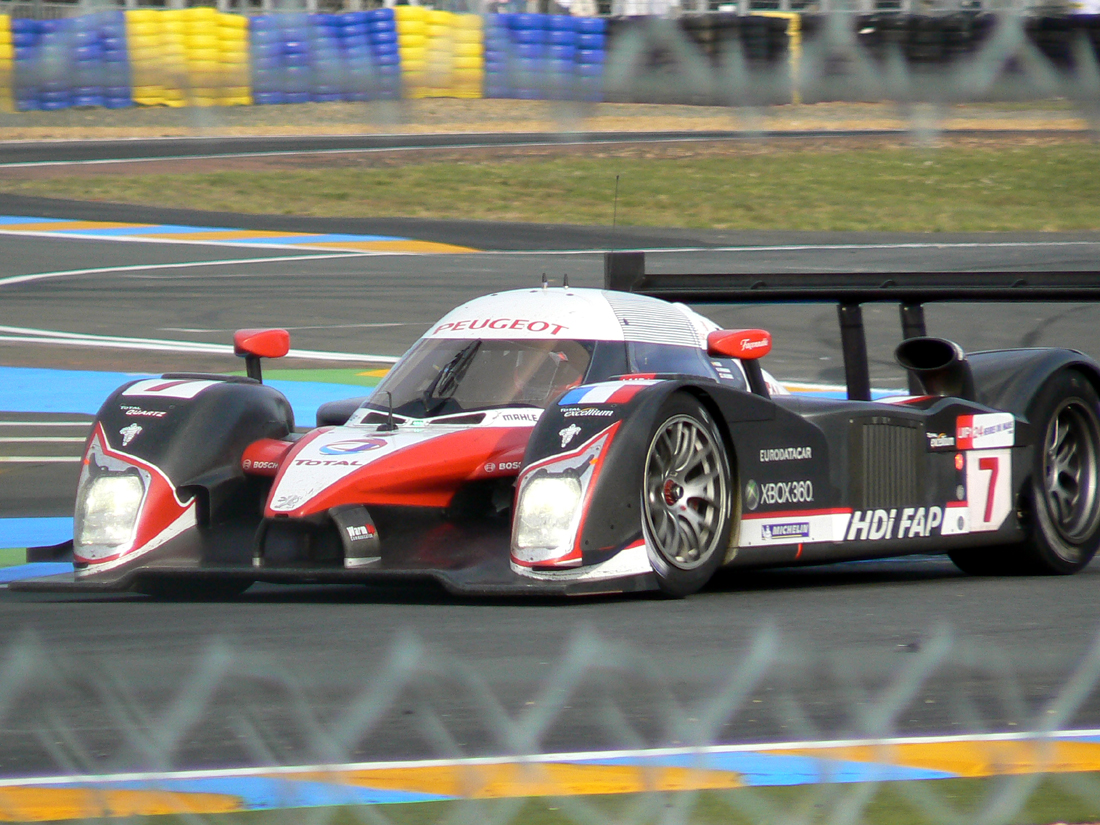
Peugeot 908 HDI FAP tijdens de race in 2008

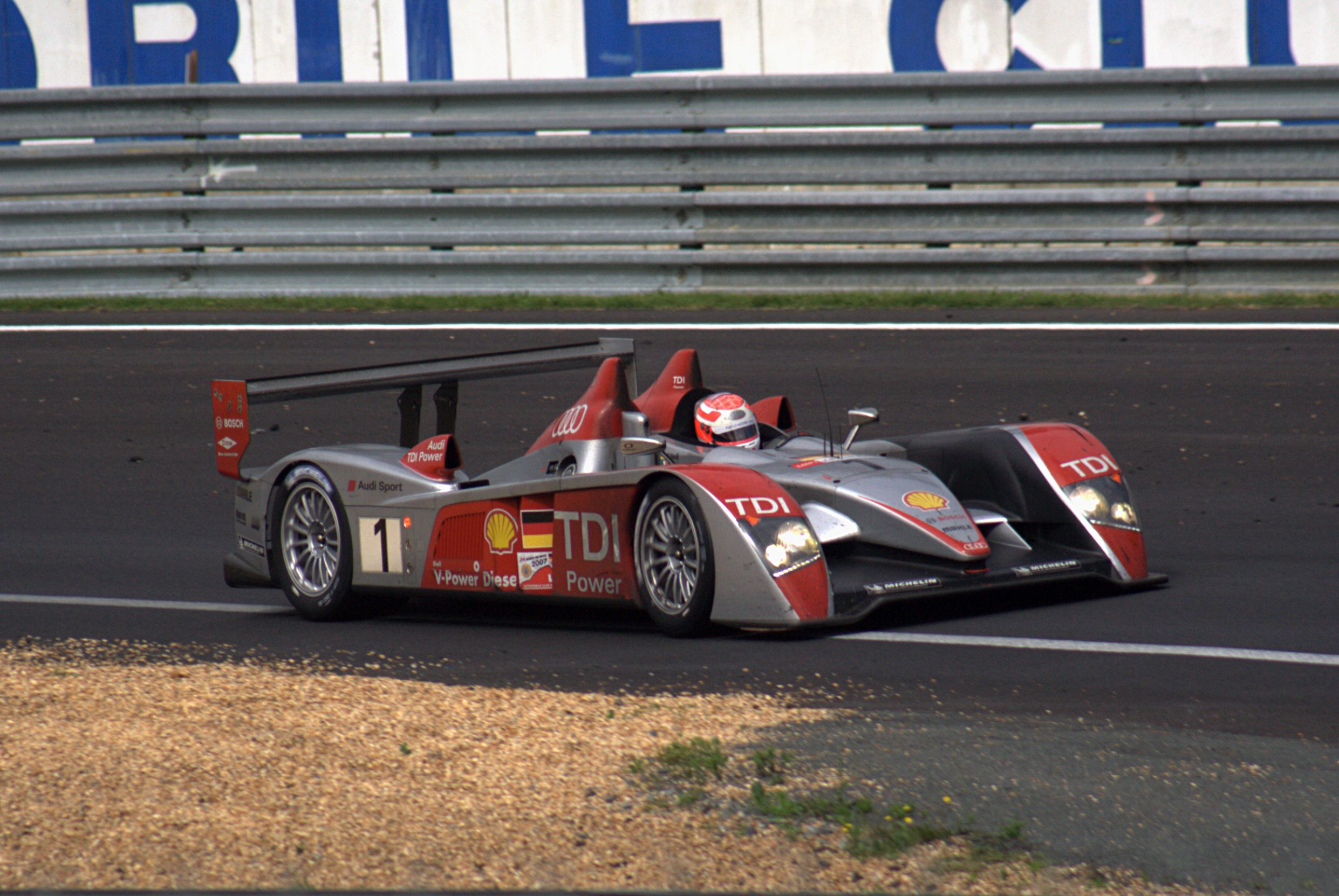
Audi R10 TDI tijdens de race in 2007

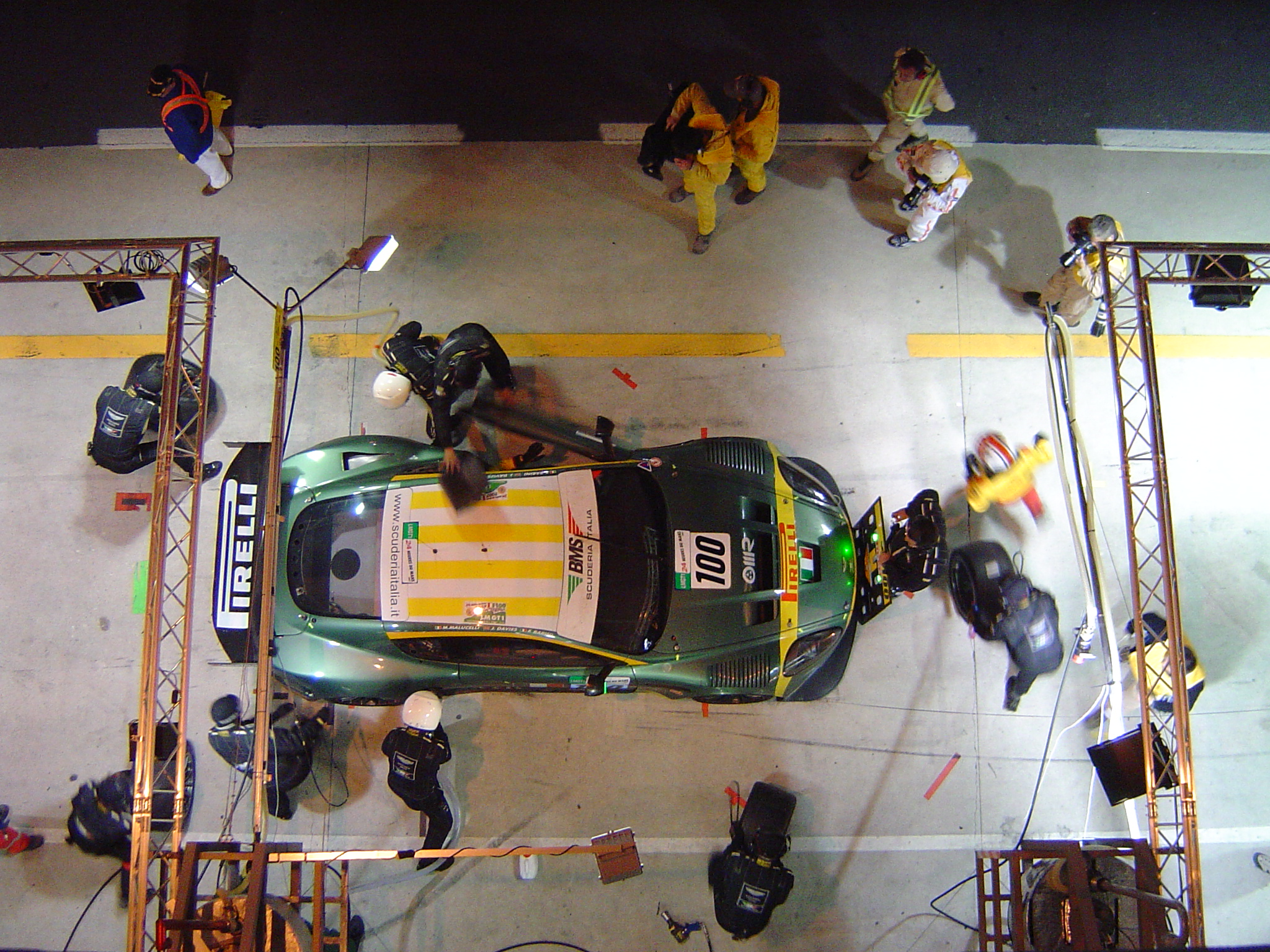
Pitstop tijdens de race in 2007

De 24 uur van Le Mans werd voor het eerst gereden op 26 en 27 mei 1923 op de gewone publieke wegen rond Le Mans. Vanaf het begin was de race jaarlijks, maar in de aanvankelijke opzet zou er een prijs uitgereikt worden voor de auto die opgeteld over drie opvolgende edities de grootste afstand afgelegd had. In 1928 liet men deze opzet los.
Op 11 juni 1955 gebeurde tijdens de race een ernstig ongeluk waarbij een racewagen na een botsing in het publiek belandde, waarbij de coureur en 82 toeschouwers omkwamen. Het was de grootste ramp uit de autosport ooit.
Tot 1970 werd de race gestart door middel van een Le Mansstart, de rijders renden na het startsignaal naar hun auto’s aan de overkant van de weg, waarna ze konden beginnen aan de race. Vanaf 1970 werd deze startmethode om veiligheidsredenen afgeschaft.
In de editie van 2006 won voor het eerst een auto met dieselmotor, de Audi R10 LM1. In de editie van 2012 won voor het eerst een diesel-hybride auto de wedstrijd, de Audi R18 E-tron quattro.
In 2020 werd de race in september en voor het eerst zonder publiek gereden, in verband met de coronapandemie. In 2021 was de race verplaatst naar 21 en 22 augustus.

## Voor de race begint
In totaal starten er ongeveer 60 auto’s, in verschillende klassen, elk bestuurd door drie coureurs. De auto’s worden geselecteerd uit het veel grotere aantal ingeschreven auto’s. De door de organisatie uitgenodigde teams krijgen op de eerste zondag van mei de kans om één dag op het circuit te testen. Op de maandag en dinsdag voor de race in juni worden alle auto’s gekeurd op een plein in het oude centrum van de stad. Net als de test in mei trekt de keuring tienduizenden toeschouwers. Op woensdag wordt de eerste training gereden. Hierna volgt de eerste kwalificatie van 1 uur lang, waarin de top 6 per klasse doorgaat naar de zogeheten hyperpole. De rest start vanaf de plaats waarop deze eindigt in de kwalificatie op woensdag. Hierna volgt een avondtraining, in het donker. Op donderdag zijn er weer twee trainingen, waarvan één 's avonds. Tussen deze twee is de Hyperpole, van 30 minuten, waarin per klasse om de pole position wordt gestreden. Net als tijdens de race, rijden in de kwalificaties en trainingen alle klasses tegelijk. Op de vrijdag, een rustdag, worden alle coureurs aan het einde van de middag in open klassieke auto’s door het centrum van de stad gereden. Deze parade trekt ruim 60.000 toeschouwers. Na een warming-up op zaterdagochtend en vele festiviteiten op de starting grid, gaat de 24 uur van Le Mans traditioneel om 15:00 uur van start.

## Raceklassen
Er doen vier verschillende klassen mee aan de 24 uur van Le Mans, met hierin de volgende deelnemende klassen:
LM P1
Dit is de koningsklasse in de 24 uur van Le Mans. Alle auto’s uit deze klasse zijn volledig gesloten. Deze klasse is ook nog eens gesplitst in twee categorieën: LM P1 en LM P1-H. De laatste is speciaal voor fabrieksteams want deze mogen speciale hybride motoren gebruiken. Deze motoren bestaan uit een normale motor, meestal met turbo’s, en een elektrische motor. Voorbeelden zijn de Porsche 919 Hybrid, Audi R18 E-tron en de Toyota TS050 Hybrid.
In de gewone LM P1 categorie mag geen hybride motor gebruikt worden en deze categorie is voor teams met een beperkter budget. Voorbeelden hiervan zijn de Rebellion R-13 en de BR Engineering BR1.
Deze auto’s wegen minimaal 875 kg + 3 kg camera’s. De maximummaten van de auto’s zijn (L × B × H): 4650 × 1900 × 1050 mm. De motor moet een benzine- of dieselviertaktmotor  zijn. De inhoud van de motor mag niet meer zijn dan 5500 cc in de LM P1 klasse en is vrij voor de LM P1-H-categorie. Er bestaan ook restricties op het overmatig gebruik van brandstof. Kleur van het deelnemersnummer: Rode achtergrond, wit nummer.
LM P2
De LM P2-klasse is de klasse voor de ‘goedkopere’ prototypes, met een maximumprijs van 483 000 euro zonder motor. Alle auto’s in deze klasse moeten volledig gesloten zijn. Het minimumgewicht in deze klasse is 930 kg. De maximummaten van de auto’s zijn (L × B × H): 4750 × 1900 × 1050 mm.
Voorbeelden zijn de Ligier JS P217 en de Dallara P217. In 2004 voldeed alleen Lola-Judd nummer 32 aan de regels voor LM P2. Kleur van het deelnemersnummer: Blauwe achtergrond, wit nummer.
LM GTE PRO
Deze auto’s komen qua regels overeen met de GT1-auto’s uit de FIA GT-klasse. Er zijn slechts twee verschillen: de achtervleugel is kleiner en het gebruik van carbonremmen is toegestaan. De motorinhoud is maximaal 8 liter voor atmosferische motoren, 4 liter voor turbomotoren. Het gewicht van de auto's is minimaal 1100 kg. Voorbeelden: Ferrari 550 Maranello, Corvette C6-R, Aston Martin DBR9, maar ook de Saleen S7-R of de Maserati MC12 Corsa. Kleur van het deelnemersnummer: Groene achtergrond, wit nummer.
LM GTE AM
Dit zijn de GT2-auto's uit de FIA-GT-klasse. De minimum gewicht is 1100 kg, de eisen aan de motoren zijn dezelfde als in de LM GT1-klasse. Voorbeelden zijn de Porsche 911 GT3 RSR, Ferrari 458. Kleur van het deelnemersnummer: Oranje achtergrond, wit nummer.
De vier klassen rijden gelijktijdig in de race.

## Winnaars
| Jaar        | Editie                                       | Winnaars                                              | Team                                         | Auto                                         | Ronden                                       | Afstand                                      |
| ----------- | -------------------------------------------- | ----------------------------------------------------- | -------------------------------------------- | -------------------------------------------- | -------------------------------------------- | -------------------------------------------- |
| 2025        | 93                                           | Philip Hanson Robert Kubica Ye Yifei                  | AF Corse                                     | Ferrari 499P                                 | 387                                          | 5218,75 km                                   |
| 2024        | 92                                           | Antonio Fuoco Miguel Molina Nicklas Nielsen           | Ferrari AF Corse                             | Ferrari 499P                                 | 311                                          | 4237,686 km                                  |
| 2023        | 91                                           | James Calado Antonio Giovinazzi Alessandro Pier Guidi | Ferrari - AF Corse                           | Ferrari 499P                                 | 342                                          | 4660,092 km                                  |
| 2022        | 90                                           | Sébastien Buemi Brendon Hartley Ryō Hirakawa          | Toyota Gazoo Racing                          | Toyota GR010 Hybrid                          | 380                                          | 5177,880 km                                  |
| 2021        | 89                                           | Mike Conway Kamui Kobayashi José María López          | Toyota Gazoo Racing                          | Toyota GR010 Hybrid                          | 371                                          | 5055,246 km                                  |
| 2020        | 88                                           | Sébastien Buemi Brendon Hartley Kazuki Nakajima       | Toyota Gazoo Racing                          | Toyota TS050 Hybrid                          | 387                                          | 5273,262 km                                  |
| 2019        | 87                                           | Sébastien Buemi Fernando Alonso Kazuki Nakajima       | Toyota Gazoo Racing                          | Toyota TS050 Hybrid                          | 385                                          | 5246,01 km                                   |
| 2018        | 86                                           | Sébastien Buemi Fernando Alonso Kazuki Nakajima       | Toyota Gazoo Racing                          | Toyota TS050 Hybrid                          | 388                                          | 5286,89 km                                   |
| 2017        | 85                                           | Brendon Hartley Timo Bernhard Earl Bamber             | Porsche Team                                 | Porsche 919 Hybrid                           | 367                                          | 5001,84 km                                   |
| 2016        | 84                                           | Neel Jani Marc Lieb Romain Dumas                      | Porsche Team                                 | Porsche 919 Hybrid                           | 384                                          | 5233,54 km                                   |
| 2015        | 83                                           | Nico Hülkenberg Earl Bamber Nick Tandy                | Porsche Team                                 | Porsche 919 Hybrid                           | 395                                          | 5383,46 km                                   |
| 2014        | 82                                           | André Lotterer Benoît Tréluyer Marcel Fässler         | Audi Sport Team Joest                        | Audi R18 E-Tron Quattro                      | 379                                          | 5165,39 km                                   |
| 2013        | 81                                           | Tom Kristensen Allan McNish Loïc Duval                | Audi Sport Team Joest                        | Audi R18 E-Tron Quattro                      | 348                                          | 4742,89 km                                   |
| 2012        | 80                                           | André Lotterer Benoît Tréluyer Marcel Fässler         | Audi Sport Team Joest                        | Audi R18 E-Tron Quattro                      | 378                                          | 5151,8 km                                    |
| 2011        | 79                                           | André Lotterer Benoît Tréluyer Marcel Fässler         | Audi Sport Team Joest                        | Audi R18 TDI                                 | 355                                          | 4838,295 km                                  |
| 2010        | 78                                           | Timo Bernhard Mike Rockenfeller Romain Dumas          | Audi Sport North America                     | Audi R15 TDI plus                            | 397                                          | 5410,710 km                                  |
| 2009        | 77                                           | Marc Gené Alexander Wurz David Brabham                | Peugeot Sport Total                          | Peugeot 908 HDi FAP                          | 382                                          | 5204,62 km                                   |
| 2008        | 76                                           | Allan McNish Tom Kristensen Rinaldo Capello           | Audi Sport North America                     | Audi R10 TDI                                 | 381                                          | 5191,0 km                                    |
| 2007        | 75                                           | Frank Biela Emanuele Pirro Marco Werner               | Audi Sport North America                     | Audi R10 TDI                                 | 369                                          | 5036,85 km                                   |
| 2006        | 74                                           | Frank Biela Emanuele Pirro Marco Werner               | Audi Sport Team Joest                        | Audi R10 TDI                                 | 380                                          | 5187,0 km                                    |
| 2005        | 73                                           | J.J. Lehto Marco Werner Tom Kristensen                | ADT Champion Racing                          | Audi R8                                      | 370                                          | 5050,5 km                                    |
| 2004        | 72                                           | Seiji Ara Tom Kristensen Rinaldo Capello              | Audi Sport Japan Team Goh                    | Audi R8                                      | 379                                          | 5169,9 km                                    |
| 2003        | 71                                           | Tom Kristensen Rinaldo Capello Guy Smith              | Team Bentley                                 | Bentley Speed 8                              | 377                                          | 5146,05 km                                   |
| 2002        | 70                                           | Frank Biela Tom Kristensen Emanuele Pirro             | Audi Sport Team Joest                        | Audi R8                                      | 375                                          | 4982,25 km                                   |
| 2001        | 69                                           | Frank Biela Tom Kristensen Emanuele Pirro             | Audi Sport Team Joest                        | Audi R8                                      | 321                                          | 4381 km                                      |
| 2000        | 68                                           | Frank Biela Tom Kristensen Emanuele Pirro             | Audi Sport Team Joest                        | Audi R8                                      | 368                                          | 5008 km                                      |
| 1999        | 67                                           | Pierluigi Martini Yannick Dalmas Joachim Winkelhock   | Team BMW Motorsport                          | BMW V12 LMR                                  | 365                                          | 4968 km                                      |
| 1998        | 66                                           | Laurent Aïello Allan McNish Stéphane Ortelli          | Porsche AG                                   | Porsche 911 GT1-98                           | 351                                          | 4773,18 km                                   |
| 1997        | 65                                           | Michele Alboreto Stefan Johansson Tom Kristensen      | Joest Racing                                 | TWR Porsche WSC-95                           | 361                                          | 4909 km                                      |
| 1996        | 64                                           | Manuel Reuter Davy Jones Alexander Wurz               | Joest Racing                                 | TWR Porsche WSC-95                           | 354                                          | 4814 km                                      |
| 1995        | 63                                           | Yannick Dalmas J.J. Lehto Masanori Sekiya             | Kokusai Kaihatsu Racing                      | McLaren F1 GTR                               | 298                                          | 4055 km                                      |
| 1994        | 62                                           | Yannick Dalmas Hurley Haywood Mauro Baldi             | Le Mans Porsche Team                         | Dauer Porsche 962 LM                         | 344                                          | 4678 km                                      |
| 1993        | 61                                           | Geoff Brabham Christophe Bouchut Éric Hélary          | Peugeot Talbot Sport                         | Peugeot 905 Evo 1B                           | 375                                          | 5100 km                                      |
| 1992        | 60                                           | Derek Warwick Yannick Dalmas Mark Blundell            | Peugeot Talbot Sport                         | Peugeot 905 Evo 1B                           | 352                                          | 4787 km                                      |
| 1991        | 59                                           | Volker Weidler Johnny Herbert Bertrand Gachot         | Mazdaspeed Co. Ltd.                          | Mazda 787B                                   | 362                                          | 4922 km                                      |
| 1990        | 58                                           | John Nielsen Price Cobb Martin Brundle                | Silk Cut Jaguar                              | Jaguar XJR-12                                | 359                                          | 4882 km                                      |
| 1989        | 57                                           | Jochen Mass Manuel Reuter Stanley Dickens             | Team Sauber Mercedes                         | Sauber C9-Mercedes-Benz                      | 389                                          | 5265,115 km                                  |
| 1988        | 56                                           | Jan Lammers Johnny Dumfries Andy Wallace              | Silk Cut Jaguar                              | Jaguar XJR-9LM                               | 394                                          | 5332,97 km                                   |
| 1987        | 55                                           | Derek Bell Hans-Joachim Stuck Al Holbert              | Rothmans Porsche AG                          | Porsche 962C                                 | 354                                          | 4791,777 km                                  |
| 1986        | 54                                           | Derek Bell Hans-Joachim Stuck Al Holbert              | Rothmans Porsche AG                          | Porsche 962C                                 | 367                                          | 4972,731 km                                  |
| 1985        | 53                                           | Klaus Ludwig Paolo Barilla John Winter                | Joest Racing                                 | Porsche 956                                  | 375                                          | 5088,507 km                                  |
| 1984        | 52                                           | Klaus Ludwig Henri Pescarolo                          | Joest Racing                                 | Porsche 956                                  | 362                                          | 4900,276 km                                  |
| 1983        | 51                                           | Vern Schuppan Al Holbert Hurley Haywood               | Rothmans Porsche                             | Porsche 956                                  | 372                                          | 5047,934 km                                  |
| 1982        | 50                                           | Jacky Ickx Derek Bell                                 | Rothmans Porsche System                      | Porsche 956                                  | 359                                          | 4899,086 km                                  |
| 1981        | 49                                           | Jacky Ickx Derek Bell                                 | Porsche System                               | Porsche 936                                  | 354                                          | 4825,348 km                                  |
| 1980        | 48                                           | Jean Rondeau Jean-Pierre Jaussaud                     | Jean Rondeau                                 | Rondeau M379B                                | 338                                          | 4608,020 km                                  |
| 1979        | 47                                           | Klaus Ludwig Bill Whittington Don Whittington         | Porsche Kremer Racing                        | Porsche 935                                  | 307                                          | 4173,930 km                                  |
| 1978        | 46                                           | Jean-Pierre Jaussaud Didier Pironi                    | Alpine Renault                               | Renault Alpine A 442                         | 369                                          | 5044,530 km                                  |
| 1977        | 45                                           | Jacky Ickx Hurley Haywood Jürgen Barth                | Martini Racing Porsche System                | Porsche 936                                  | 342                                          | 4671,630 km                                  |
| 1976        | 44                                           | Jacky Ickx Gijs van Lennep                            | Martini Racing Porsche System                | Porsche 936                                  | 349                                          | 4769,923 km                                  |
| 1975        | 43                                           | Jacky Ickx Derek Bell                                 | Gulf Research Racing Co.                     | Mirage GR8                                   | 336                                          | 4595,577 km                                  |
| 1974        | 42                                           | Henri Pescarolo Gerard Larrousse                      | Équipe Gitanes                               | Matra MS670B                                 | 337                                          | 4606,571 km                                  |
| 1973        | 41                                           | Henri Pescarolo Gerard Larrousse                      | Équipe Matra-Simca Shell                     | Matra MS670B                                 | 355                                          | 4853,945 km                                  |
| 1972        | 40                                           | Henri Pescarolo Graham Hill                           | Équipe Matra-Simca Shell                     | Matra MS670                                  | 348                                          | 4691,343 km                                  |
| 1971        | 39                                           | Helmut Marko Gijs van Lennep                          | Martini Racing                               | Porsche 917K                                 | 397                                          | 5335,313 km                                  |
| 1970        | 38                                           | Hans Herrmann Richard Attwood                         | Porsche KG Salzburg                          | Porsche 917K                                 | 343                                          | 4607,810 km                                  |
| 1969        | 37                                           | Jacky Ickx Jackie Oliver                              | J.W. Automotive Engineering                  | Ford GT40 Mk. I                              | 372                                          | 4997,88 km                                   |
| 1968        | 36                                           | Pedro Rodriguez Lucien Bianchi                        | J.W. Automotive Engineering                  | Ford GT40 Mk. I                              | 331                                          | 4452,88 km                                   |
| 1967        | 35                                           | Dan Gurney A.J. Foyt                                  | Shelby-American Inc.                         | Ford GT40 Mk. IV                             | 388                                          | 5232,9 km                                    |
| 1966        | 34                                           | Bruce McLaren Chris Amon                              | Shelby-American Inc.                         | Ford GT40 Mk. II                             | 360                                          | 4843,09 km                                   |
| 1965        | 33                                           | Jochen Rindt Masten Gregory                           | North American Racing Team                   | Ferrari 250 LM                               | 348                                          | 4677,11 km                                   |
| 1964        | 32                                           | Jean Guichet Nino Vaccarella                          | SpA Ferrari SEFAC                            | Ferrari 275P                                 | 349                                          | 4695,310 km                                  |
| 1963        | 31                                           | Ludovico Scarfiotti Lorenzo Bandini                   | SpA Ferrari SEFAC                            | Ferrari 250P                                 | 339                                          | 4561,710 km                                  |
| 1962        | 30                                           | Olivier Gendebien Phil Hill                           | SpA Ferrari SEFAC                            | Ferrari 330 LM                               | 331                                          | 4451,255 km                                  |
| 1961        | 29                                           | Olivier Gendebien Phil Hill                           | Scuderia Ferrari                             | Ferrari TR 61                                | 333                                          | 4476,580 km                                  |
| 1960        | 28                                           | Olivier Gendebien Paul Frère                          | Scuderia Ferrari                             | Ferrari TR60                                 | 314                                          | 4217,527 km                                  |
| 1959        | 27                                           | Carroll Shelby Roy Salvadori                          | David Brown Racing Dept.                     | Aston Martin DBR1                            | 323                                          | 4347,900 km                                  |
| 1958        | 26                                           | Olivier Gendebien Phil Hill                           | Scuderia Ferrari                             | Ferrari 250TR                                | 305                                          | 4101,926 km                                  |
| 1957        | 25                                           | Ron Flockhart Ivor Bueb                               | Ecurie Ecosse                                | Jaguar D-Type                                | 327                                          | 4397,108 km                                  |
| 1956        | 24                                           | Ron Flockhart Ninian Sanderson                        | Ecurie Ecosse                                | Jaguar D-Type                                | 300                                          | 4034,929 km                                  |
| 1955        | 23                                           | Mike Hawthorn Ivor Bueb                               | Jaguar Cars Ltd.                             | Jaguar D-Type                                | 307                                          | 4135,380 km                                  |
| 1954        | 22                                           | José Froilán González Maurice Trintignant             | Scuderia Ferrari                             | Ferrari 375                                  | 302                                          | 4061,150 km                                  |
| 1953        | 21                                           | Tony Rolt Duncan Hamilton                             | Jaguar Cars Ltd.                             | Jaguar C-Type                                | 304                                          | 4088,064 km                                  |
| 1952        | 20                                           | Hermann Lang Fritz Riess                              | Daimler Benz A.G.                            | Mercedes-Benz 300SL                          | 277                                          | 3733,839 km                                  |
| 1951        | 19                                           | Peter Walker Peter Whitehead                          | Peter Walker                                 | Jaguar XK120C                                | 267                                          | 3611,207 km                                  |
| 1950        | 18                                           | Louis Rosier Jean-Louis Rosier                        | Louis Rosier                                 | Talbot-Lago Grand Sport T26                  | 256                                          | 3465,079 km                                  |
| 1949        | 17                                           | Luigi Chinetti Peter Mitchell-Thomson                 | Lord Selsdon                                 | Ferrari 166 MM                               | 235                                          | 3178,293 km                                  |
| 1948 - 1940 | Niet verreden vanwege de Tweede Wereldoorlog | Niet verreden vanwege de Tweede Wereldoorlog          | Niet verreden vanwege de Tweede Wereldoorlog | Niet verreden vanwege de Tweede Wereldoorlog | Niet verreden vanwege de Tweede Wereldoorlog | Niet verreden vanwege de Tweede Wereldoorlog |
| 1939        | 16                                           | Jean-Pierre Wimille Pierre Veyron                     | Jean Pierre Wimille                          | Bugatti Type 57                              | 248                                          | 3354,678 km                                  |
| 1938        | 15                                           | Eugène Chaboud Jean Trémoulet                         | Eugène Chabout / Jean Trémoulet              | Delahaye 135M                                | 235                                          | 3180,868 km                                  |
| 1937        | 14                                           | Jean-Pierre Wimille Robert Benoist                    | Roger Labric                                 | Bugatti Type 57G                             | 243                                          | 3287,890 km                                  |
| 1936        | Niet verreden vanwege stakingen              | Niet verreden vanwege stakingen                       | Niet verreden vanwege stakingen              | Niet verreden vanwege stakingen              | Niet verreden vanwege stakingen              | Niet verreden vanwege stakingen              |
| 1935        | 13                                           | John Stuart Hindmarsh Luis Fontés                     | Arthur W. Fox                                | Lagonda M45R                                 | 222                                          | 3006,737 km                                  |
| 1934        | 12                                           | Luigi Chinetti Philippe Étancelin                     | Luigi Chinetti / Philippe Étancelin          | Alfa Romeo 8C                                | 213                                          | 2887,002 km                                  |
| 1933        | 11                                           | Raymond Sommer Tazio Nuvolari                         | Soc. Anon. Alfa Romeo                        | Alfa Romeo 8C                                | 233                                          | 3144,014 km                                  |
| 1932        | 10                                           | Raymond Sommer Luigi Chinetti                         | Raymond Sommer                               | Alfa Romeo 8C                                | 218                                          | 2954,112 km                                  |
| 1931        | 9                                            | Earl Howe Tim Birkin                                  | Earl Howe                                    | Alfa Romeo 8C                                | 184                                          | 3017,681 km                                  |
| 1930        | 8                                            | Woolf Barnato Glen Kidston                            | Bentley Motors Ltd.                          | Bentley Speed Six                            | 179                                          | 2930,615 km                                  |
| 1929        | 7                                            | Woolf Barnato Tim Birkin                              | Bentley Motors Ltd.                          | Bentley Speed Six                            | 174                                          | 2843,871 km                                  |
| 1928        | 6                                            | Woolf Barnato Bernard Rubin                           | Bentley Motors Ltd.                          | Bentley 4.5 L                                | 154                                          | 2669,258 km                                  |
| 1927        | 5                                            | Dudley Benjafield Sammy Davis                         | Bentley Motors Ltd.                          | Bentley 3 L                                  | 137                                          | 2369,759 km                                  |
| 1926        | 4                                            | Robert Bloch André Rossignol                          |                                              | Lorraine-Dietrich B3-6                       | 147                                          | 2552,420 km                                  |
| 1925        | 3                                            | Gérard de Courcelles André Rossignol                  |                                              | Lorraine-Dietrich B3-6                       | 129                                          | 2233,930 km                                  |
| 1924        | 2                                            | John Duff Frank Clement                               | Duff & Aldington                             | Bentley 3 Litre Sport                        | 120                                          | 2077,341 km                                  |
| 1923        | 1                                            | André Lagache René Léonard                            | Chenard & Walcker SA                         | Chenard & Walker Sport 3-Litre               | 128                                          | 2209,468 km                                  |

## Innovatie
De auto's die gebruikt worden tijdens de 24 uur van Le Mans zijn technisch hoogstaande voertuigen. Veel fabrikanten gebruiken de prototypes om technologieën te ontwikkelen die in de normale personenauto's toegepast kunnen worden.